# مردی که به زانو درآمد
مردی که به زانو درآمد (به ایتالیایی: Un uomo in ginocchio) یک فیلم درام جنایی در سال ۱۹۷۹ به کارگردانی دامیانو دامیانی است. جولیانو جما به دلیل عملکردش جایزه گرولای طلایی بهترین بازیگر نقش اول مرد را به دست‌آورد.

## بازیگران
- جولیانو جما: نینو پرالتا
- میشل پلاسیدو: پلاتامونا
- الئونورا جورجی: همسر پرالتا
- تانو چیمارزا: کولیچیا
- اتروره مانی: دون وینچنزو فابریکانته
- لوچیانو کاتناچی: مرد پلیس
- نلو پاتزافینی: پاترانکا
- ناتسارنو زامپرلا